# Flaxton (Dakota du Nord)
Pour les articles homonymes, voir Flaxton.
La ville de Flaxton est située dans le comté de Burke, dans l’État du Dakota du Nord, aux États-Unis. Lors du recensement de 2000, sa population s’élevait à 73 habitants.
La localité tient son nom du lin (flax en anglais), abondant dans la région.

## Démographie
| 1910 | 1920 | 1930 | 1940 | 1950 | 1960 |
| ---- | ---- | ---- | ---- | ---- | ---- |
| 301  | 374  | 423  | 362  | 436  | 375  |

| 1970 | 1980 | 1990 | 2000 | 2010 | - |
| ---- | ---- | ---- | ---- | ---- | - |
| 286  | 182  | 121  | 73   | 66   | - |

## Source
- (en) Cet article est partiellement ou en totalité issu de l’article de Wikipédia en anglais intitulé « Flaxton, North Dakota » (voir la liste des auteurs).